# Bilcza (powiat sandomierski)
Bilcza – wieś w Polsce położona w województwie świętokrzyskim, w powiecie sandomierskim, w gminie Obrazów
W latach 1975–1998 miejscowość należała administracyjnie do województwa tarnobrzeskiego.

## Historia
Późne średniowiecze
Wieś powstała najpóźniej w wieku XV. W połowie XV w. wieś Bilcza, u Długosza „Byełcza”, miała 10 łanów kmiecych, oraz 2 karczmy z rolą. Dziesięcinę wartości do 12 grzywien pobierał archidiakon Sandomierski, natomiast folwark rycerski przekazywał dziesięcinę plebanowi w Obrazowie. Dziedzicem wsi był Jan Bielecki herbu Habdank. (Długosz L.B.  II, 353).
Wiek XIX
Bilcza, wieś i kolonia w XIX w. znajdowała się w powiecie sandomierskim, gminie i parafii Obrazów. W drugiej połowie XIX wieku liczyła 44 domy, 369 mieszkańców, oraz 213 mórg ziemi dworskiej i 188 włościańskiej. Oprócz tego we wsi znajdował się młyn. Majątek wtedy należał do Hennelów, potem ziemiańskiej rodziny Pstruszeńskich. Częściowo sprzedany przez Ignacego Pstruszeńskiego dla wykupienia synów, powstańców 1863 r. ze zsyłki na Syberię. W rękach tej rodziny były też majątki Piotrowice pod Zawichostem, Chwałki i Bystrojowice.
Okazały grobowiec Ignacego Pstruszeńskiego i jego żony Marii z końca XIX w znajduje się na cmentarzu w Obrazowie.

## Część wsi
| SIMC    | Nazwa    | Rodzaj    |
| ------- | -------- | --------- |
| 0800574 | Dworskie | część wsi |
| 0800580 | Gacki    | część wsi |